# Hekster Kwartet
Het Hekster Kwartet was een Nederlands strijkkwartet dat in 1953 is opgericht door Jo Hekster.
Bijna alle deelnemers aan het kwartet waren musici van het Concertgebouworkest. Het gezelschap trad maandelijks op voor de NCRV-radio aanvankelijk zowel in kwintet- als in kwartetformatie, en heeft als eerste strijkkwartet voor de Nederlandse televisie gespeeld. De uitvoeringen werden gegeven in de kleine zaal van het Concertgebouw. Naast radio-opnamen werden ook platen opgenomen.
Ter gelegenheid van de pensionering van Hekster in 1972 vond een opvoering plaats van het kwartet samen met het Concertgebouworkest. De violist Frits Waterman is na zijn overlijden in 1970 nooit definitief vervangen. In de jaren na 1972 is het kwartet gaandeweg minder gaan optreden en hield daarna op te bestaan.

## Leden
- Jo Hekster, viool
- Joep Vogtschmidt, cello
- Johan de Nobel, cello
- Henk Sekreve, cello
- Karl K.H.M. Schouten, altviool
- Frits Waterman, viool